# Eufònia del Magdalena
L'eufònia del Magdalena (Euphonia concinna) és un ocell de la família dels fringíl·lids (Fringillidae).

## Hàbitat i distribució
Habita boscos, generalment a prop de l'aigua, als turons del centre de Colòmbia.